# Digitaria pinetorum
Digitaria pinetorum är en gräsart som beskrevs av Albert Spear Hitchcock. Digitaria pinetorum ingår i släktet fingerhirser, och familjen gräs. Inga underarter finns listade i Catalogue of Life.